# Вильявисенсио, Антонио
Антонио Вильявисенсио-и-Верастеги (исп. Antonio Villavicencio y Verástegui; 9 января 1775 — 6 июня 1816) — испанский военный южноамериканского происхождения, борец за независимость южноамериканских колоний.

## Биография
Антонио Вильявисенсио родился в 1775 году в Кито, вице-королевство Новая Гранада; его родителями были Хуан Фернандо де Вильявисенсио-и-Герреро, рыцарь Ордена Сантьяго, и Хоакина Верастеги-и-Давила, дочь судьи Королевской аудиенсии Боготы.
Он закончил в Санта-Фе-де-Боготе Колледж Нуэстра-Сеньора-дель-Росарио, после чего родители отправили его для продолжения учёбы в Испанию. Там он поступил во флот, в 1805 году участвовал в Трафальгарском сражении в качестве подчинённого Антонио де Эсканьо.
В 1808 году Наполеон вынудил Карла IV и Фердинанда VII отречься от прав на испанский престол, и сделал королём Испании своего брата Жозефа. Однако это привело к народному восстанию, вылившемуся в затяжную войну. Королевский Верховный совет Кастилии провозгласил королевское отречение не имеющим силы, и носителем высшей власти в стране была объявлена Центральная Верховная Правящая Хунта Королевства. 29 января 1810 года Хунта самораспустилась, передав власть Регентскому совету Испании и Индий. Роспуск Хунты и образование Регентского совета были неоднозначно восприняты в американских колониях, и Регентский совет решил отправить туда эмиссаров для сбора информации и разъяснения ситуации в метрополии: Карлос Монтуфар был отправлен в Кито, Хосе де Кос Ириберри — в вице-королевство Перу, а Антонио Вильявисенсио — в вице-королевство Новая Гранада.
1 марта 1810 года три эмиссара покинули Кадис на шхуне «La Carmen», и 18 марта прибыли в Ла-Гуайру, откуда им пришлось отплыть в Каракас. Вильявисенсио оказался в Каракасе как раз вовремя для того, чтобы лично увидеть, как 19 апреля народные массы сместили генерал-капитана Венесуэлы Висенте Эмпарана и создали Верховную Хунту Венесуэлы.
После остановки в Венесуэле Антонио Вильявисенсио отправился в Картахену-де-Индиас, куда прибыл 8 мая. Там оказалась очень напряжённая политическая ситуация: народ требовал созыва общего собрания для обсуждения накопившихся проблем, а губернатор Франсиско Монтес правил провинцией с помощью насилия и террора, и не желал никого слушать. Антонио Вильявисенсио воспользовался своим положением эмиссара и разрешил проведение собрания, и 10 мая была избрана правящая Хунта Картахены, которая объявила о признании короля Фердинанда VII, но непризнании Жозефа Бонапарта. Антонио Вильявисенсио заявил, что раз Хунта признаёт королевскую власть, то он не видит причин препятствовать локальной автономии, и это заявление послужило спусковым крючком для цепочки революционных событий: 3 июля была образована местная Хунта в Сантьяго-де-Кали, 4 июля — в Памплоне, 9 июля — в Сокорро.
Прибытие Антонио Вильявисенсио в столице Новой Гранады Санта-Фе-де-Боготе ожидали 20 июля. Утром Хоакин Комачо пришёл к вице-королю Антонио Амар-и-Борбону, чтобы узнать его решение в ответ на просьбу об открытых выборах городского совета, но вице-король ответил на его вопрос грубостью. Тогда заговорщики из числа креолов решили осуществить имевшийся у них план революции.
Антонио Вильявисенсио узнал о событиях в Санта-Фе-де-Боготе, когда находился в Онде. Прибыв в столицу, он обнаружил, что свежеизбранная Верховная Народная Хунта Новой Гранады заявила о непризнании Регентского совета. Решившись, Антонио Вильявисенсио сложил с себя полномочия эмиссара Регентского совета, и присоединился к революции.
В независимой Новой Гранаде Антонио Вильявисенсио участвовал в походе Антонио Нариньо против роялистов юга, а в 1814 году стал военным советником Соединённых Провинций Новой Гранады. После побед над роялистами в октябре 1814 года в стране была создана исполнительная власть — Триумвират. 11 июля 1815 года один из членов Триумвирата — Кустодио Гарсиа Ровира — подал в отставку, то Конгресс Соединённых Провинций предложил Антонио Вильявисенсио занять его место. Тот согласился, и был членом Триумвирата до роспуска последнего в ноябре 1815 года в связи с введением президентской формы правления.
После роспуска Триумвирата Антонио Вильявисенсио стал губернатором Хонды. Когда испанцы вновь завоевали Новую Гранаду, то 20 мая 1816 года он был арестован и 1 июня приговорён к смерти. 6 июня приговор был приведён в исполнение.